# Quảng Phú, Quảng Điền
Quảng Phú là một xã thuộc huyện Quảng Điền, thành phố Huế, Việt Nam.
Xã có diện tích 11,88 km², dân số năm 1999 là 11314 người, mật độ dân số đạt 952 người/km².

## Lịch sử
Tại nơi đây, trước kia có Làng Bác Vọng, trước đây là phủ của chúa Nguyễn Phúc Chu từ năm 1712 đến năm 1739. Ngày nay được chia thành hai thôn là Bác Vọng Đông và Bác Vọng Tây.

## Giáo dục
- Có 2 trường Mầm non: Sao Mai 1 và Sao Mai 2.
- Có 2 trường Tiểu học: Số 1 Quảng Phú và số 2 Quảng Phú.
- Có 1 trường THCS Đặng Hữu Phổ.

## Hành chính
Từ năm 2017, xã Quảng Phú có 10 thôn:
1. Hà Cảng
2. Phú Lễ
3. Hạ Lang
4. Bao La- Đức Nhuận
5. Bác Vọng Tây
6. Vạn Hạ Lang
7. Bác Vọng Đông
8. Xuân Tùy
9. Nghĩa Lộ
10. Nam Phù-Nho Lâm